# عبد الله مهدي العجمي
عبد الله مهدي عبد الله حمد العجمي، نائب سابق في مجلس الأمة الكويتي.
شارك في انتخابات مجلس الأمة الكويتي 2006 في الدائرة الثانية والعشرون، وحصل على المركز الثاني برصيد 4717 صوت وفاز بالانتخابات ، وشارك في انتخابات مجلس الأمة الكويتي 2008 في الدائرة الخامسة، وحصل على المركز الحادي عشر برصيد 10285 صوت وخسر الانتخابات.